# 軒轅二
轩辕二或HD 77912，又名BD+39 2200，SAO 61254、HR 3612，是一颗天貓座的恒星，视星等为4.56，位于銀經184.33，銀緯42.15，其B1900.0坐标为赤經9h 0m 10.2s，赤緯+38° 42.15′ 7″。